# Roland Schenkel
Roland Schenkel (* 6. August 1947 in Rastatt) ist ein deutscher Atomphysiker und Wissenschaftsmanager, der als Generaldirektor die Gemeinsame Forschungsstelle der Europäischen Union leitete.

## Leben
Roland Schenkel wuchs im badischen Bietigheim als Sohn eines Getränkehändlers auf. Er studierte von 1968 bis 1973 Physik und Radiochemie an der Universität Karlsruhe und wechselte an die Universität Saarbrücken, wo er 1976 mit einer Arbeit zu Phänomenen der elektrischen Leitfähigkeit von Americium und Curium promoviert wurde. Nach einem Forschungsaufenthalt am Centre d’Etude Nuclèaires Grenoble in Grenoble (1976/77) und zweijähriger Tätigkeit an der Wiederaufbereitungsanlage Karlsruhe wechselte er 1979 zu EURATOM. Von 1994 bis 2002 war er anschließend in leitender Position am Institut für Transurane (ITU) in Karlsruhe tätig, zuletzt als dessen Direktor. Anschließend wurde er zunächst zum stellvertretenden Generaldirektor der Gemeinsamen Forschungsstelle ernannt. Von 2004 bis 2010 war er deren Generaldirektor.